# Sarcochilus hirticalcar
Sarcochilus hirticalcar är en orkidéart som först beskrevs av Alick William Dockrill, och fick sitt nu gällande namn av Mark Alwin Clements och B.J.Wallace. Sarcochilus hirticalcar ingår i släktet Sarcochilus och familjen orkidéer. Inga underarter finns listade i Catalogue of Life.